# Meliosma caucana
Meliosma caucana är en tvåhjärtbladig växtart som beskrevs av J. Cuatrecasas och J.M. Idrobo. Meliosma caucana ingår i släktet Meliosma och familjen Sabiaceae. Inga underarter finns listade.